# Петрицький Михайло Костянтинович
Миха́йло Костянти́нович Петри́цький (5 листопада 1865, Копичинці, Тернопільщина — 15 лютого 1921, в'язниця «Холодна гора», Харків) — український редактор, видавець, державний і громадський діяч. Працював редактором часопису «Гайдамаки» у Львові, потім обраний послом (депутатом) австрійського парламенту.

## Життєпис
Закінчив учительську семінарію, торгову академію (тепер торговельно-економічний університет) у Львові.

Учителював, мав торгову діяльність. Учасник українського національно-культурного руху, громадянських акцій українців в Копичинецькому повіті, зокрема, великого селянського страйку 1902 року. 1902—1906 роки засновник, видавець, редактор газети-тижневика «Гайдамаки» у Львові.
Видав ряд українських книг (автори Петро Карманський, Богдан Лепкий, Василь Щурат та інші). Близький до представників «Молодої Музи», до якої належали Богдан Лепкий, Петро Карманський, Василь Пачовський. Видавав поезії цих поетів.
З 1905 року проводив передвиборчу кампанію до австрійського парламенту, 1907—1918 роки — посол палати депутатів від 70-го двомандатного округу (судові повіти Скалат, Підволочиськ, Гримайлів, Копичинці та Гусятин за винятком села Малі Чорнокінці).
У 1910—1913 рр. був членом повітової ради Гусятинського повіту. За його сприяння у Копичинцях споруджено «Народний Дім». 1911 року брав активну участь у відзначенні 50-річчя з дня смерти Тараса Г. Шевченка в Гусятині. Був ув'язнений за політичну діяльність, вивезений як заручник до Росії. Повернувся 1917 року; співзасновник філії товариства «Сільський господар» в Копичинцях 1917 року, придбав для неї будинок.
У 1918—1919 роках — делеґат до Української Національної Ради ЗУНР у Станиславові.
З переходом уряду ЗУНР за лінію Збруча в середині липня подався за Збруч, був старшиною з пропаганди Начальної Команди УГА, перебував при штабі ІІІ-го корпусу.
Після створення ЧУГА в лютому 1920 року публічно звинуватив більшовицьких вождів В. Затонського, В. Порайка у тому, «що ведуть галичан ложною дорогою». Більшовики заарештували Михайла Петрицького, вивезли до Харкова, де його було залучено до слідства у Справі уряду УНР — Справі членів ЦК Української партії соціалістів-революціонерів. У 21 томі справи № 69270 Ф. П. Галузевого державного архіву СБУ України є довідка (аркуш 95) про смерть Петрицького М. К. від запалення легень 15 лютого 1921 р. «… в больнице Харьковского Центрального 1-го Дома общественного принудительного труда» («Холодна гора»).
На момент подачі до друку книги «О. Бажан, Є. Гасай, П. Гуцал (упорядники). Реабілітовані історією. Тернопільська область» після звернення редакції Тернопільської обласної Книги Пам'яті управління СБУ в Харківській области відповіло, що особова справа Михайла Петрицького відсутня, тому не був реабілітований.